# Самі Хедіра
Са́мі Хеді́ра (нім. Sami Khedira, араб. ‏سامي خضيرة‎‎‎; нар. 4 квітня 1987 року, Штутгарт, Німеччина) — німецький футболіст туніського походження, півзахисник збірної Німеччини та берлінської «Герти».
Чемпіон Європи серед молодіжних збірних 2009 року, чемпіон світу 2014. На клубному рівні — чемпіон Німеччини, Іспанії та Італії (тричі).

## Клубна кар'єра
Народився 4 квітня 1987 року в Штутгарті. Вихованець академії місцевого однойменного клубу. Протягом 2004–2007 років грав за другу команду «Штутгарта» в Регіоналлізі. У Бундеслізі за «основу» «Штутгарта» дебютував 1 жовтня 2006 року в матчі проти «Герти». У своєму першому сезоні в основній команді допоміг їй здобути перемогу в чемпіонаті Німеччини.
Влітку 2010 року перебрався до Іспанії, уклавши п'ятирічну угоду з клубом «Реал Мадрид». Спочатку досить регулярно отримував ігровий час, зокрема провів 28 матчів у переможному для «королівського клубу» сезоні Ла-Ліги 2011/12. Проте з 2013 року почав дедалі рідше з'являтися на полі у його складі і влітку 2015, після завершення контракту, залишив Мадрид.
9 червня 2015 року приєднався на правах вільного агента до лав чинного чемпіона Італії «Ювентуса». Початок свого першого сезону в Турині пропустив через надрив м'яза, отриманий під час передсезонної підготовки. Відновившись, став регулярно залучатися до ігор «Юве» в різних турнірах, зокрема протягом своїх перших трьох років у команді допомагав їй незмінно захищати чемпіонський титул, завойований роком раніше.

## Виступи за збірні
Грав за юнацькі і молодіжну збірні Німеччини.
у головній збірній країни дебютував 5 вересня 2009 року в товариському матчі проти збірної Південної Африки.
Наступного року був включений до заявки «бундестім» для участі у чемпіонаті світу 2010, на якому взяв участь у всіх іграх своєї команди, яка здобула «бронзу» світової першості. У матчі за третє місце на цьому турнірі забив вирішальний гол у ворота Уругваю, який приніс перемогу збірній Німеччини.
На Євро-2012 також не пропустив жодного матчу своєї команди, яка вибула з боротьби на стадії півфіналів. Забив один з голів у грі чвертьфіналу проти збірної Греції (4:2).
За два роки, на переможному для німців чемпіонаті світу 2014, залишався одним з основних півзахисників, відіграв у п'яти з семи матчів команди, однак не брав участі у фінальній грі проти аргентинців.
Чемпіонат Європи 2016 року також розпочинав як основний гравець збірної, виходив у стартовому складі у перших п'яти матчах, проте у програному Франції півфіналі участі вже не брав.
4 червня 2018 року був включений до заявки національної команди для участі у своїй третій світовій першості — тогорічному чемпіонаті світу в Росії.

## Особисте життя
Мати футболіста — німкеня, а батько — з Тунісу. Має молодшого брата Рані, також футболіста, що грав за юнацькі збірні Німеччини.
| Дата       | Місто                   | Господарі         | Результат               | Гості                | Турнір                       | Голи | Примітки  |
| ---------- | ----------------------- | ----------------- | ----------------------- | -------------------- | ---------------------------- | ---- | --------- |
| 5-9-2009   | Леверкузен              | Німеччина         | 2 – 0                   | ПАР                  | товариський матч             | -    | 73'       |
| 3-3-2010   | Мюнхен                  | Німеччина         | 0 – 1                   | Аргентина            | товариський матч             | -    | 75'       |
| 13-5-2010  | Аахен                   | Німеччина         | 3 – 0                   | Мальта               | товариський матч             | -    | 72'       |
| 29-5-2010  | Будапешт                | Угорщина          | 0 – 3                   | Німеччина            | товариський матч             | -    | 46'       |
| 3-6-2010   | Франкфурт-на-Майні      | Німеччина         | 3 – 1                   | Боснія і Герцеговина | товариський матч             | -    |           |
| 13-6-2010  | Дурбан                  | Німеччина         | 4 – 0                   | Австралія            | ЧС 2010 - 1-й етап           | -    |           |
| 18-6-2010  | Порт-Елізабет           | Німеччина         | 0 – 1                   | Сербія               | ЧС 2010 - 1-й етап           | -    | 22'       |
| 23-6-2010  | Йоганнесбург            | Гана              | 0 – 1                   | Німеччина            | ЧС 2010 - 1-й етап           | -    |           |
| 27-6-2010  | Блумфонтейн             | Німеччина         | 4 – 1                   | Англія               | ЧС 2010 - 1/8 фіналу         | -    |           |
| 3-7-2010   | Кейптаун                | Аргентина         | 0 – 4                   | Німеччина            | ЧС 2010 - чвертьфінал        | -    | 77'       |
| 7-7-2010   | Дурбан                  | Німеччина         | 0 – 1                   | Іспанія              | ЧС 2010 - півфінал           | -    | 81'       |
| 10-7-2010  | Порт-Елізабет           | Уругвай           | 2 – 3                   | Німеччина            | ЧС 2010 - матч за 3-тє місце | 1    |           |
| 3-9-2010   | Брюссель                | Бельгія           | 0 – 1                   | Німеччина            | Відбір до ЧЄ 2012            | -    |           |
| 7-9-2010   | Кельн                   | Німеччина         | 6 – 1                   | Азербайджан          | Відбір до ЧЄ 2012            | -    |           |
| 8-10-2010  | Берлін                  | Німеччина         | 3 – 0                   | Туреччина            | Відбір до ЧЄ 2012            | -    |           |
| 12-10-2010 | Астана                  | Казахстан         | 0 – 3                   | Німеччина            | Відбір до ЧЄ 2012            | -    |           |
| 17-11-2010 | Гетеборг                | Швеція            | 0 – 0                   | Німеччина            | товариський матч             | -    | 60'       |
| 9-2-2011   | Дортмунд                | Німеччина         | 1 – 1                   | Італія               | товариський матч             | -    |           |
| 26-3-2011  | Кайзерслаутерн          | Німеччина         | 4 – 0                   | Казахстан            | Відбір до ЧЄ 2012            | -    |           |
| 3-6-2011   | Відень                  | Австрія           | 1 – 2                   | Німеччина            | Відбір до ЧЄ 2012            | -    | 69'       |
| 7-10-2011  | Стамбул                 | Туреччина         | 1 – 3                   | Німеччина            | Відбір до ЧЄ 2012            | -    |           |
| 11-10-2011 | Дюссельдорф             | Німеччина         | 3 – 1                   | Бельгія              | Відбір до ЧЄ 2012            | -    | 76'       |
| 11-11-2011 | Київ                    | Україна           | 3 – 3                   | Німеччина            | товариський матч             | -    | 46'       |
| 15-11-2011 | Базель                  | Німеччина         | 3 – 0                   | Нідерланди           | товариський матч             | -    | 88'       |
| 29-2-2012  | Бремен                  | Німеччина         | 1 – 2                   | Франція              | товариський матч             | -    | 70'       |
| 26-5-2012  | Базель                  | Швейцарія         | 5 – 3                   | Німеччина            | товариський матч             | -    | 46'       |
| 31-5-2012  | Лейпциг                 | Німеччина         | 2 – 0                   | Ізраїль              | товариський матч             | -    | 88'       |
| 9-6-2012   | Львів                   | Німеччина         | 1 – 0                   | Португалія           | ЧЄ 2012 - 1-й етап           | -    |           |
| 13-6-2012  | Харків                  | Нідерланди        | 1 – 2                   | Німеччина            | ЧЄ 2012 - 1-й етап           | -    |           |
| 17-6-2012  | Львів                   | Данія             | 1 – 2                   | Німеччина            | ЧЄ 2012 - 1-й етап           | -    |           |
| 22-6-2012  | Гданськ                 | Німеччина         | 4 – 2                   | Греція               | ЧЄ 2012 - чвертьфінал        | 1    |           |
| 28-6-2012  | Варшава                 | Німеччина         | 1 – 2                   | Італія               | ЧЄ 2012 - півфінал           | -    |           |
| 15-8-2012  | Франкфурт-на-Майні      | Німеччина         | 1 – 3                   | Аргентина            | товариський матч             | -    | 69'       |
| 7-9-2012   | Ганновер                | Німеччина         | 3 – 0                   | Фарерські острови    | Відбір до ЧС 2014            | -    |           |
| 11-9-2012  | Відень                  | Австрія           | 1 – 2                   | Німеччина            | Відбір до ЧС 2014            | -    |           |
| 12-10-2012 | Дублін                  | Ірландія          | 1 – 6                   | Німеччина            | Відбір до ЧС 2014            | -    | 46'       |
| 6-2-2013   | Париж                   | Франція           | 1 – 2                   | Німеччина            | товариський матч             | 1    |           |
| 22-3-2013  | Астана                  | Казахстан         | 0 – 3                   | Німеччина            | Відбір до ЧС 2014            | -    | 82'       |
| 26-3-2013  | Нюрнберг                | Німеччина         | 4 – 1                   | Казахстан            | Відбір до ЧС 2014            | -    |           |
| 14-8-2013  | Кайзерслаутерн          | Німеччина         | 3 – 3                   | Парагвай             | товариський матч             | -    |           |
| 6-9-2013   | Мюнхен                  | Німеччина         | 3 – 0                   | Австрія              | Відбір до ЧС 2014            | -    | 59'       |
| 10-9-2013  | Торсгавн                | Фарерські острови | 0 – 3                   | Німеччина            | Відбір до ЧС 2014            | -    |           |
| 11-10-2013 | Кельн                   | Німеччина         | 3 – 0                   | Ірландія             | Відбір до ЧС 2014            | 1    | 57' - 82' |
| 15-11-2013 | Мілан                   | Італія            | 1 – 1                   | Німеччина            | товариський матч             | -    | 67'       |
| 1-6-2014   | Менхенгладбах           | Німеччина         | 2 – 2                   | Камерун              | товариський матч             | -    | 73'       |
| 6-6-2014   | Майнц                   | Німеччина         | 6 – 1                   | Вірменія             | товариський матч             | -    | 59'       |
| 16-6-2014  | Салвадор (Бразилія)     | Німеччина         | 4 – 0                   | Португалія           | ЧС 2014 - 1-й етап           | -    |           |
| 21-6-2014  | Форталеза               | Німеччина         | 2 – 2                   | Гана                 | ЧС 2014 - 1-й етап           | -    | 69'       |
| 30-6-2014  | Порту-Алегрі            | Німеччина         | 2 – 1 д.ч.              | Алжир                | ЧС 2014 - 1/8 фіналу         | -    | 70'       |
| 4-7-2014   | Ріо-де-Жанейро          | Франція           | 0 – 1                   | Німеччина            | ЧС 2014 - чвертьфінал        | -    | 54'       |
| 8-7-2014   | Белу-Оризонті           | Бразилія          | 1 – 7                   | Німеччина            | ЧС 2014 - півфінал           | 1    | 76'       |
| 14-11-2014 | Нюрнберг                | Німеччина         | 4 – 0                   | Гібралтар            | Відбір до ЧЄ 2016            | -    | 60'       |
| 18-11-2014 | Віго                    | Іспанія           | 0 – 1                   | Німеччина            | товариський матч             | -    | 90'       |
| 25-3-2015  | Кайзерслаутерн          | Німеччина         | 2 – 2                   | Австралія            | товариський матч             | -    | 63'       |
| 10-6-2015  | Кельн                   | Німеччина         | 1 – 2                   | США                  | товариський матч             | -    | 46'       |
| 13-6-2015  | Фару                    | Гібралтар         | 0 – 7                   | Німеччина            | Відбір до ЧЄ 2016            | -    | 67'       |
| 13-11-2015 | Париж                   | Франція           | 2 – 0                   | Німеччина            | Відбір до ЧЄ 2016            | -    | 61'       |
| 26-3-2016  | Берлін                  | Німеччина         | 2 – 3                   | Англія               | Відбір до ЧЄ 2016            | -    |           |
| 29-5-2016  | Аугсбург                | Німеччина         | 1 – 3                   | Словаччина           | Відбір до ЧЄ 2016            | -    | 46'       |
| 4-6-2016   | Гельзенкірхен           | Німеччина         | 2 – 0                   | Угорщина             | Відбір до ЧЄ 2016            | -    | 46'       |
| 12-6-2016  | Лілль                   | Німеччина         | 2 – 0                   | Україна              | ЧЄ 2016 - 1-й етап           | -    |           |
| 16-6-2016  | Сен-Дені                | Німеччина         | 0 – 0                   | Польща               | ЧЄ 2016 - 1-й етап           | -    | 3'        |
| 21-6-2016  | Париж                   | Північна Ірландія | 0 – 1                   | Німеччина            | ЧЄ 2016 - 1-й етап           | -    | 69'       |
| 26-6-2016  | Лілль                   | Німеччина         | 3 – 0                   | Словаччина           | ЧЄ 2016 - 1/8 фіналу         | -    | 76'       |
| 2-7-2016   | Бордо                   | Німеччина         | 1 – 1 д.ч. (6 - 5 п.п.) | Італія               | ЧЄ 2016 - чвертьфінал        | -    | 16'       |
| 4-9-2016   | Осло                    | Норвегія          | 0 – 3                   | Німеччина            | Відбір до ЧС 2018            | -    | 49' - 84' |
| 8-10-2016  | Гамбург                 | Німеччина         | 3 – 0                   | Чехія                | Відбір до ЧС 2018            | -    |           |
| 11-10-2016 | Ганновер                | Німеччина         | 2 – 0                   | Північна Ірландія    | Відбір до ЧС 2018            | 1    |           |
| 11-11-2016 | Серравалле              | Сан-Марино        | 0 – 8                   | Німеччина            | Відбір до ЧС 2018            | 1    | кап. 77'  |
| 26-3-2017  | Баку                    | Азербайджан       | 1 – 4                   | Німеччина            | Відбір до ЧС 2018            | -    | кап. 12'  |
| 4-9-2017   | Штутгарт                | Німеччина         | 6 – 0                   | Норвегія             | Відбір до ЧС 2018            | -    | 61'       |
| 14-11-2017 | Кельн                   | Німеччина         | 2 – 2                   | Франція              | товариський матч             | -    | 75'       |
| 23-3-2018  | Дюссельдорф             | Німеччина         | 1 – 1                   | Іспанія              | товариський матч             | -    | 53'       |
| 2-6-2018   | Клагенфурт-ам-Вертерзеє | Австрія           | 2 – 1                   | Німеччина            | товариський матч             | -    | 46'       |
| 8-6-2018   | Леверкузен              | Німеччина         | 2 – 1                   | Саудівська Аравія    | товариський матч             | -    |           |
| Усього     |                         | Матчів            | 75                      |                      | Голів                        | 7    |           |

## Досягнення
Збірна Німеччини
- Чемпіон Європи (U-21): 2009
- Чемпіон світу: 2014
- Бронзовий призер чемпіонату світу: 2010

«Штуттгарт»
- Чемпіон Німеччини: 2006-07
- Володар Кубка Німеччини: 2006-07

«Реал Мадрид»
- Чемпіон Іспанії: 2011-12
- Володар Кубка Іспанії: 2010-11, 2013-14
- Володар Суперкубка Іспанії: 2012
- Переможець Ліги чемпіонів УЄФА : 2013-14
- Володар Суперкубка УЄФА: 2014

«Ювентус»
- Чемпіон Італії: 2015–16, 2016–17, 2017–18, 2018–19, 2019–20
- Володар Кубка Італії: 2015-16, 2016-17, 2017-18
- Володар Суперкубка Італії: 2018, 2020